# 佐倉市民花火大会
佐倉市民花火大会（さくらしみんはなびたいかい）は、千葉県佐倉市で2007年（平成19年）より行われている花火大会である。

## 概要
佐倉市の花火大会の歴史は古く、1956年に「佐倉樋之口橋納涼花火大会」として最初の花火大会が行われる。その後幾度かの名称変更の末、1989年に「佐倉・国際印旛沼花火大会」の名前になった。
「印旛沼花火大会」は毎年8月の第一土曜日に行われ、その名のとおり世界の花火（主にヨーロッパ）を集めて打ち上げるものだった。
しかし、年々増える見物客のマナーの悪さやその増加に対する警備の負担の増加、市の財政難などを理由に2004年度を最後に一旦中止となったが、2007年4月には、花火大会の復活を公約に掲げた蕨和雄が市長に就任し、同年10月20日（土）に「佐倉市民花火大会」として再出発をはたした。翌2008年より8月開催に戻している。